# 平石磨作太郎
平石 磨作太郎（ひらいし まさたろう、1921年10月9日 - 1992年12月23日）は、日本の政治家。公明党衆議院議員(5期)。

## 来歴
高知県長岡郡大豊町出身。1943年関西大学専門部法律学科卒。東豊永村農業協同組合長を経て、高知市役所に入り、財政課長、厚生部長などを歴任する。公明党高知県本部に入り、1974年5月の参院補選と7月の通常選挙に高知県から公明党公認で立候補したが落選。1976年の第34回衆議院議員総選挙で高知県全県区から立候補して初当選。連続5期務めた。1990年の総選挙に立候補せず引退。1991年、勲二等瑞宝章受章。1992年死去。